# Али-бек (уцмий)
Али-бек — уцмий Кайтага, правивший с 1790 по 1796 год. Военно-политический деятель в истории Дагестана конца XVIII века. Сын уцмия Амир-Хамзы, правнук Ахмед-хана Большого.

## Биография

### До престола
Али-бек упоминается ещё во времена войн его отца Амир-Хамзы с Фатали-ханом. Так, А.-К. Бакиханов пишет об его участии в Гавдушанской битве: «Счастье клонилось сначала в сторону Фет-Али-хана, но Али-бек, храбрый сын усмия, так быстро ударил на центр неприятельских войск, что победа присоединилась к его мужеству».
После смерти Амир-Хамзы престол занимает Устар-хан, брат Амир-Хамзы и дядя Али-бека.

### Приход к власти
После скорой смерти Устар-хана в 1790 году путём госпереворота Али-бек узурпирует престол в обход племянника Устар-хана — Рустам-хана по прозвищу Мамма. В «Записке о сословно-поземельном строе в Кайтаге» говорится о случае незаконного перехода власти в этом владении. Титул уцмия обычаю должен переходить к старшему в роде с народным признанием. После смерти Устар-хана уцмием был избран племянник умершего уцмия Рустам-хан, однако Али-бек с помощью акушинцев и своих подвластных вытеснил его и стал уцмием.

### Иран и Россия
Разорив Грузию, новый шах Ирана Ага-Мухаммед-Хан обратился к дагестанским правителям с требованием покориться, но те отказались. Али-Султан Дженгутаевский и уцмий в середине октября 1795 года, посоветовавшись, решили встать против Ирана, призвав к этому и других.
Россия так же принимает решение о войне с Ираном. Екатерины II предписала генералу В. А. Зубову привлекать всеми способами и наиболее утверждать в верности — шамхала Тарковского, уцмия Каракайдахского, владетеля Казикумухского и хана Аварского, отмечая их и награждая.
Кайтаг имел большой политический вес и влияние в Дагестане конца XVIII века. Для России уцмий занимал второе место, сразу после шамхала.
Осенью 1795 года уцмий и Рустам-кадий Табасаранский пришли русскому отряду и изъявили покорность. Весной 1796 года уцмий и табасаранский кадий с шамхалом соединились с русскими войсками под командованием Зубова и принимали участие в осаде Дербента, контролируемом персами. После долгой осады, не получив никакой помощи Ирана и видя давления пророссийски настроенных жителей, Шейх-Али-хан Кубинский, возглавлявший оборону крепости, прекратил сопротивление.

### Смерть
Алибек умер в 1796 году, после чего в Кайтаге начинается очередной междоусобный конфликт за престол между его братом Рази-беком и двоюродным братом Рустам-ханом по прозвищу Маммай. 